# Бой у разъезда Дубосеково
Бой у разъезда Дубосеково — бой 16 ноября 1941 года, подробный ход которого был вымышлен корреспондентом Коротеевым, редактором „Красной Звезды“ Ортенбергом и литературным секретарём Кривицким, ставший в годы Великой Отечественной войны и в послевоенное время символом советской пропаганды.

## Повод и причины
Расследование Главной военной прокуратуры СССР истории боя 16.11.1941 г. у разъезда Дубосеково было начато в связи с тем, что в ноябре 1947 г. был арестован за измену Родине Иван Евстафьевич Добробабин, попавший в плен (после лёгкого ранения во время упомянутого боя) и после этого служивший несколько месяцев с весны 1942 г. до марта 1943 г. полицаем на занятой немецкими захватчиками Харьковской области Украины. При аресте у задержанного была изъята книга «О 28 героев-панфиловцах», причём оказалось, что он значится одним из главных участников героического боя, за что он в числе других 28 панфиловцев был «посмертно» (в июле 1942) представлен к званию Героя Советского Союза, что и было осуществлено.
Ещё ранее выяснилось, что ещё ряд бойцов из списка 28 погибших героев-панфиловцев живы, а именно:
- Васильев, Илларион Романович,
- Шемякин, Григорий Мелентьевич,
- Шадрин, Иван Демидович и
- Кужебергенов, Даниил Александрович

Причём в мае 1942 г. был арестован (за добровольную сдачу в плен) и Кужебергенов Даниил Александрович, который несколько часов находился в плену, но оттуда бежал и потом воевал у Доватора.
«В связи с этим возникла необходимость проверки и самих обстоятельств боя 28 гвардейцев дивизии имени Панфилова, происходившего 16 ноября 1941 г. у разъезда Дубосеково.» коротко отмечается в Справке-докладе главного военного прокурора Н. Афанасьева «О 28 панфиловцах».

## Расследование
В справке-докладе о расследовании ГВП СССР «о 28 панфиловцах» приводятся следующие свидетельства.
Свидетельство командира полка, к которому относились панфиловцы.
Командир 1075 стрелкового полка Капров, Илья Васильевич говорит о бое у разъезда Дубосеково так: «в бою больше всех пострадала 4-я рота Гундиловича. Уцелело всего 20-25 чел. во главе с ротным из 140 чел. Остальные роты пострадали меньше. В 4-й стрелковой роте погибло больше 100 человек. Рота дралась героически.»
В конце декабря 1941 года, когда дивизия была отведена на формирование, в полк приехал корреспондент «Красной звезды» А. Ю. Кривицкий. По поручению полковника И. В. Капрова командир 4-й роты капитан П. М. Гундилович по памяти назвал фамилии 28-ми убитых и пропавших без вести бойцов, которых он смог вспомнить. 22 января 1942 года в газете «Красная звезда» Кривицкий поместил очерк под заголовком «О 28 павших героях», который положил начало официальной версии о 28-ми героях-панфиловцах.
Свидетельство П. М. Гундиловича

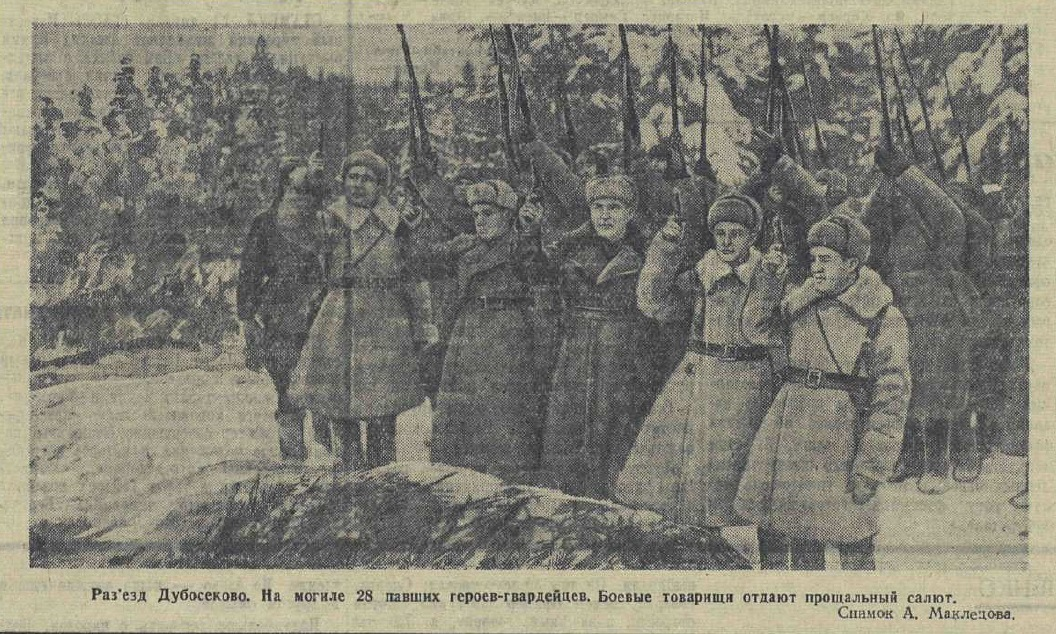
Газета «Красная звезда» № 18, 22 января 1942 г.

Дополнительно опросить командира 4-й роты Павла Михайловича Гундиловича о подробностях составления списка отличившихся бойцов для газеты «Красная Звезда» представителям военной прокуратуры не удалось, поскольку он погиб 10 апреля 1942 г.
Свидетельство представителей местной советской власти
В приводимом в «Справке-докладе…» письме председатель Нелидовского сельсовета Смирнова подтвердила, что бой 16.11.1941 был, а также рассказавшая, что в связи с большими снежными заносами зимой 41-42 года тела погибших во время данного боя красноармейцев жители села сразу не собирали и не захоранивали. Что в первых числах февраля 1942 г. на поле боя было найдено 3 трупа, а в марте 1942 г., когда стало таять, было найдено ещё 3 тела погибших красноармейцев (включая политрука Клочкова), которые были захоронены в братской могиле на окраине села…
Показания представителей прессы

Расследование показало, что приведённые корр. А. Ю. Кривицким подробности боя у разъезда Дубосеково, как и подвиг 28-и панфиловцев — художественный вымысел. Это подтверждает протокол допроса корреспондента Коротеева. Далее приведена цитата из официального источника, который в ГАРФ называется: "Справка-доклад главного военного прокурора Н. Афанасьева «О 28 панфиловцах»:

## Выводы расследования
«Таким образом, материалами расследования установлено, что подвиг 28 панфиловцев-гвардейцев, освещённый в печати, является вымыслом корреспондента КОРОТЕЕВА, редактора „Красной Звезды“ ОРТЕНБЕРГА и в особенности литературного секретаря газеты КРИВИЦКОГО»

Этот вывод датируется 10 мая 1948 года. Расследование провёл Главный военный прокурор ВС СССР генерал-лейтенант юстиции Н. Афанасьев.

## Критика расследования
По мнению историка Г. А. Куманёва, расследование «комиссией Афанасьева» 1948 года было необъективным и предвзятым, вплоть до оказания давления на участников боя, а также на журналистов А. Ю. Кривицкого и Д. И. Ортенберга. 